# NC加工
NC加工（エヌシーかこう、英語：numerical control machining）とは、数値制御（NC）による機械の加工方法である。ドリルなどに代表される切削用工具の刃先の動作を座標値によって定義し、その情報をもとに工作機械に内蔵されたサーボモータが動くことによって工具や被加工物が動作し、加工が行われる。一連の刃先の加工動作情報をNC装置へ入力する必要があるが、この情報を記述したものを、NC加工NCプログラムと呼ぶ。JISではNCを「数値制御工作機械において、工作物に対する工具の位置を、それに対応する数値情報で指令する制御方式」と定義している。
NC加工を導入するメリットは、同じ製品を複数作成する際に、同じ寸法（但し工作機械固有の誤差は残る）のものを同じ作業時間で、大量に作ることができることである。人手による作業では、作業者のスキルレベルによって精度や作業時間に大きなばらつきが生じやすく、品質管理が難しいが、それらの問題点を解消できるものである。

## 歴史
NCの開発歴史は第二次世界大戦後から行われた。複雑な加工や検査を行うための治工具を高精度で製作するために開発された。初期のNC加工では、紙テープ、あるいはパンチカード上に空けられた穴による加工指示情報を機械が読み取って加工が行われた。紙テープやパンチカードを見ただけではどのような加工が行われるかすぐにはわからず、作成するまではテープなどの作成ミスがわからない欠点があった。またテープが破損して穴情報を再度作成しなければならないこともあった。
1960年代になって、コンピュータの技術が進歩すると共にNC加工の分野への応用が行われるようになっていった。コンピューターを用いたNC加工は特にCNC（computerized numerical control、コンピュータ数値制御）と呼ばれる。
コンピューターを用いないNC機械が存在した頃は、NCとCNCは明確に区別されていたが、CNCの普及によって殆どの機械がコンピューター制御になった現在は、区別されずに両者を合わせてNC加工、NC機械と呼ばれている。